# Elfi E. Fröhlich

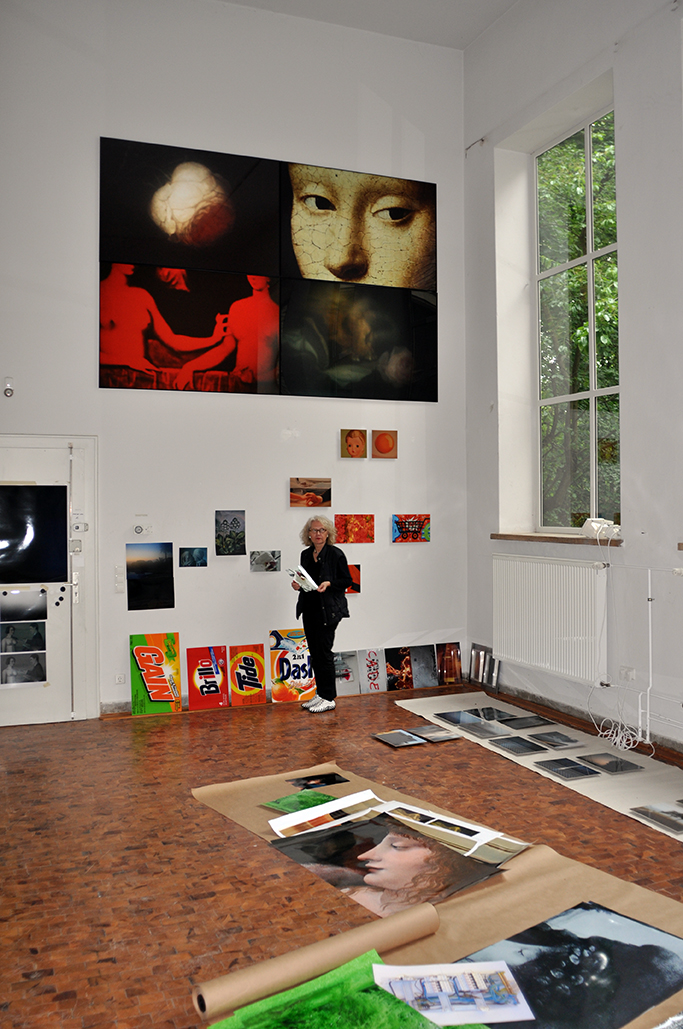
Elfi E. Fröhlich im Atelier Käuzchensteig, Berlin

Elfi E. Fröhlich (* 1951 in Lünen) ist eine deutsche bildende Künstlerin, die hauptsächlich im Bereich der konzeptuellen Fotografie tätig ist. Neben fotografischen Werkgruppen gestaltet sie auch Zeichnungen, Videoarbeiten und Installationen.

## Leben
Elfi Fröhlich studierte von 1968 bis 1970 an der Werkkunstschule Dortmund sowie am College of Art in Leeds (England) und von 1971 bis 1976 an der Hochschule der Künste in Berlin, wo sie 1978 auch ein Zusatzstudium am „Modellversuch Künstlerweiterbildung“ (heute: Studiengang „Kunst im Kontext“) absolvierte. Nach Abschluss ihres Studiums nahm sie Lehraufträge an der Hochschule der Künste Berlin und an der Leuphana Universität Lüneburg sowie Workshops und Vorträge im Ausland wahr.
Von 1981 bis 1989 arbeitete und lehrte Elfi Fröhlich als Künstlerische Mitarbeiterin für Fotografie und Bildende Kunst an der Hochschule der Künste Berlin (heute: Universität der Künste Berlin).
Nach Gastprofessuren an der Hochschule der Künste Berlin und der GHK/Universität Kassel war Elfi Fröhlich von 1994 bis 2016 als Universitäts-Professorin im Studiengang Freie Kunst, Fakultät Gestaltung (heute Fakultät Kunst und Gestaltung) an der Bauhaus-Universität Weimar tätig.

## Werk
Fröhlichs fotografische Werkgruppen der ersten Schaffensphase von 1976 bis 1987 waren von einer für die Autoren-Fotografie typischen Mischung aus dokumentarischer und subjektiv-erzählerischer Haltung geprägt. Zu den bekannten Werkgruppen dieser Zeit zählen zum Beispiel „Punk-Porträts“ oder „Pathologie“.
In einer weiteren Werk-Phase entstanden narrative Fotosequenzen und Werkgruppen, in denen assoziative Komponenten und auch Textelemente eine deutliche Rolle spielen.
Erweiternd beschäftigte sich Elfi Fröhlich intensiv mit der Verbindung von Fotografie und Malerei/Zeichnung. Es entstehen Überzeichnungen und Übermalungen von Fotografien, Diapositiven und Polaroids, zum Beispiel „Elementarzeichen“ oder „Navel-Paintings“.
Auch wenn selbstständige Zeichnungen und Zeichenbücher Elfi Fröhlichs Werk bis heute begleiten, verlagert sich der Schwerpunkt ihrer Arbeiten seit 1987 wieder fast ausschließlich auf die Fotografie. Es entstehen assoziative fotografische Tableaus voller Rätselhaftigkeit und einer eigenwillig ambivalenten Ausdruckskraft, die den Randzonen zwischen Bewusstem und Unbewusstem entsprungen scheinen. Die für diese Phase bedeutenden Werkgruppen „Inszenierung der Authentizität“, „Reflux“, „Überwindung der Grausamkeit – Gespräche mit Breton“ und „Das unfassbare Gleichzeitige“ formen sich in Berlin und während ihrer Aufenthalte in Paris und Tokio. Einem Flaneur ähnlich und der surrealistischen Methode des „automatischen Schreibens“ nah, arbeitet Elfi Fröhlich mit dem ihr vor Ort In-den-Blick- und Zu-Fallendem. Sie mischt Bildmaterial verschiedenster Quellen – Details von Gemälden, Fernsehbilder, eigene Inszenierungen von Stillleben und fotografische „Schnappschüsse“ – und verbirgt zugleich deren Ursprung durch extreme Nahsichten, Unschärfe-Schleier, Verdunklungen und die Veränderung der Farbwerte ihrer Motive.
Einen Schlüssel für das Verständnis von Elfi Fröhlichs Verbindung von subjektiver und konzeptueller Fotografie birgt die frühe Werkgruppe „Inszenierung der Authentizität“, in der es um die (In)Fragestellung der Authentizität in der Fotografie geht. In einer der Linie des Unbewussten folgenden Assoziationskette entstehen Fotografien und Texte, die eine narrative Meta-Wirklichkeit inszenieren und reflektieren.

Einen nächsten Schritt in komplexe Werkgruppen repräsentiert der von Elfi Fröhlich geprägte Begriff der „Bedeutungsentsorgung“. Es entstehen diverse Fotoarbeiten, in denen sich Elfi Fröhlich 

„den Zugriff in die auratischen Räume hochkultureller Objekte versagt [...].“

Zu diesen Werkgruppen zählt zum Beispiel „Calgon“.
Die anschließende akzentuierte Hinwendung diverser Werkgruppen in die Appropriation Art ist in Elfi Fröhlichs Werk schon lange latent vorbereitet gewesen. Bereits in ihren ersten umfangreichen „fotografischen Partituren“ – wie Elfi Fröhlich ihre großen Werkgruppen nennt – so in „Reflux“, in der es um die Auschwitz-Thematik geht, als auch in „Gespräche mit Breton“ oder in „Das unfassbare Gleichzeitige“ wurden über authentische Fotografien hinaus Zitate aus Kunstgeschichte und Massenmedien bearbeitet und integriert.
Umgekehrt werden in der Serie „ART TABS“ Elemente des Waren-Designs in historische Gemälde eingepflanzt.
Kontextuelle Arbeiten erweitern ihr Œuvre. Fröhlichs Werkgruppe „Absurde Warenkörper“ parodiert das Verhältnis von „Hochkultur-Kunst“ und Konsum-Kultur, indem die Motive in Leuchtkästen und Fotodisplays im öffentlichen Raum in absurden Zusammenhängen präsentiert werden.
Ihre Wand-Installation „Drei Fotoarbeiten, eine Linie“ stellt den Versuch dar, „Meßbarkeit“, „Lesbarkeit“ und Verrätselung ins Bild zu setzen und die Grenze zwischen Bild und Nichtbild poetisch und syntaktisch zu untersuchen.
Aus der intensiven Beschäftigung mit dem Verhältnis der Fotografie zum Bildbegriff entstanden in Fröhlichs Reflexion zur „Bildwürdigkeit“ diverse Fotoarbeiten, Zitate und Remixes. Diese werfen in der Werkgruppe „Disparate Bilder und die Kohärenz des Zusammenhanglosen“ eine Fragestellung über das Verhältnis von konventionell unvereinbaren Bildsprachen und Gattungstypen auf und zeigen formal und inhaltlich disparate Fotoarbeiten, die unterschiedliche Wirklichkeits- und Interpretationsbezüge anbieten.
Elfi Fröhlich: „Meine künstlerische Arbeit hat an einem bestimmten Punkt die bild-philosophische Fragestellung aufgeworfen, ob es einen Zusammenhang des Zusammenhanglosen gibt und in welcher ästhetischen Form diese Frage mit fotografischen Bildern beantwortet werden kann.“

## Lehre
Von 1981 bis 1989 war Elfi Fröhlich Künstlerische Mitarbeiterin für Fotografie und Bildende Kunst an der Hochschule der Künste Berlin, 1990 Gastprofessorin für „Technische Bildmedien“ an der Hochschule der Künste Berlin und 1991–1992 Gastprofessorin für „Malerei und Kunstpädagogik“ an der Gesamthochschule/Universität Kassel. Seit ihrer Berufung 1994 lehrte Elfi E. Fröhlich als Professorin im Fach Freie Kunst bis 2016 an der Bauhaus-Universität Weimar.
Trotz des eigenen Schaffensschwerpunkts Fröhlichs in der Fotografie bewahrten ihre Lehrprojekte immer die Offenheit gegenüber anderen künstlerischen Medien und vielfältigen Ausdrucksmöglichkeiten in Malerei, Zeichnung, Objekt, Video und Installation. Die Struktur der Projekte Elfi Fröhlichs bot den Studierenden die Möglichkeit, unter Berücksichtigung ihrer bisherigen Werkreihen die eigene künstlerische Positionierung weiterzuentwickeln und zu professionalisieren. Den Titeln ihrer Semesterprojekte waren oft bereits die Themen zu entnehmen, die den Studierenden einen diskursiven Startpunkt für das eigene künstlerische Arbeiten boten. Grundlegend ist für Elfi Fröhlich stets gewesen, die Dynamik kreativer Prozesse zwischen Unbewusstem und Konzeptualisierung zu thematisieren.
Anhand der Titel der folgend exemplarisch genannten Projekte wie zum Beispiel „Komplizierte Auslöser I-VII“ (1998 bis 2003), „Hyperreal, hypermental“ (2002), „Latente Wirklichkeiten“ (2008), „Flaneure und Fiktionalisten“ (2011/12), „Narrative Ambivalenz“ (Sommersemester 2014), „Konträr“ (2015) oder „Hybride Konstellationen“ (2016) wird der konzeptuelle Ansatz in Elfi Fröhlichs Lehre deutlich.
In dem Projekt „Art in contact – Bauhaus goes Berlin SO 36“ (2004) im öffentlichen Raum von Berlin-Kreuzberg SO 36 wurde vor Ort mit künstlerischen Interventionen, der Platzierung von Objekten und partizipatorischen Kunstaktionen auf den örtlichen Kontext reagiert.
Schon in ihren ersten Projekten wie zum Beispiel „Nox academica“ (1994) gab es Verschränkungen mit anderen Kunstgattungen wie der experimentellen Klangkunst in Kooperation mit der Hochschule für Musik Franz Liszt Weimar. In Kooperationen mit außeruniversitären Institutionen fanden zum Beispiel die von ihr kuratierten Ausstellungen „Satyrn – Fliegen – Rokoko – Ausstellungskapriolen im Lustschloss Belvedere zu Weimar“ (1996) oder „Sanatorium für ästhetische und anästhetische Eingriffe“ (1998) Löwenpalais Stiftung Starke Berlin, statt.
Elfi Fröhlich gehört zu den fünf berufenen Gründungs-Professoren des Studiengangs Freie Kunst an der 1993 neu gegründeten Fakultät Gestaltung (heute Kunst und Gestaltung) der heutigen Bauhaus-Universität Weimar und hat den Studiengang Freie Kunst maßgeblich mit aufgebaut und in ihren Inhalten und Diskursen weiterentwickelt. Für die Bedeutung und Autonomie der Freien Kunst hat sie über ihre Lehrveranstaltungen, Ausstellungen und Publikationen hinaus auch hochschulpolitisch aktiv gewirkt, so in ihrer langjährigen Funktion als Studiengangssprecherin Freie Kunst, als Fakultätsrats-Mitglied sowie in ihrer Funktion als „Ombudsfrau für gute künstlerische Praxis an der Bauhaus-Universität Weimar“.

## Ausstellungen

### Einzelausstellungen (Auswahl)
- 1991: Museum für Moderne Kunst/Palais Lichtenstein Wien
- 1991: Berlinische Galerie, Museum für Moderne Kunst, Photographie und Architektur Berlin
- 1991: Museum Folkwang Essen
- 1991: Fotomuseum München
- 1993: P3 Museum for Art and Environment Tokyo
- 1997: Kunsthalle Erfurt
- 1989–2001: Einzelausstellungen in Kooperation mit Goethe-Instituten, Galerien und Kunsträumen in Alexandria, Ankara, Athen, Bandung, Bangkok, Barcelona, Belgrad, Belo Horizonte, Brasilia, Bratislava, Brüssel, Bukarest, Curitiba, Dublin, Eupen, Genua, Glasgow, Göteborg, Istanbul, Izmir, Jakarta, Kairo, Karthum, Kopenhagen, Kragujevac, Kuala Lumpur, Lagos, Lome ́, London, Manchester, Mailand, Manila, Moskau, Palermo, Poprad, Porto Alegre, Posen, Primorsko, Rio de Janeiro, Rom, Rotterdam, Salvador-Bahia, Sao Paulo, Seoul, Singapur, Skopje, Sofia, Tel Aviv, Thessaloniki, Tokio, Toronto und Tunis, Yaoundé.

### Gruppenausstellungen (Auswahl)
- Kulturhaus Stockholm
- Kunstverein München
- Kunsthaus Hamburg
- Staatliche Kunsthalle Berlin
- Hochschule der Künste Berlin
- Künstlerwerkstatt München
- Karl-Ernst-Osthaus Museum Hagen
- Linden Gallery Melbourne
- Fotografie Biennale Rotterdam
- Photography Center Los Angeles
- Akademie der Künste Berlin
- Kawasaki City Museum/Japan
- Collins Gallery Glasgow
- City Art Gallery Leeds
- Kunsthalle Riga
- Marmorpalast St. Petersburg
- Foto-Triennale Esslingen
- Museum of Modern Art Toyama
- Fotogalerie Wien
- Neue Gesellschaft für Bildende Kunst-Galerie, Berlin
- Schloss Belvedere Weimar
- Biennale Istanbul, Dolmabahce-Palast
- Haus am Waldsee Berlin
- Kunst und Ausstellungshalle der Bundesrepublik Deutschland Bonn

## Preise und Stipendien (Auswahl)
- 1980: Künstlerstipendium des Senators für Kulturelle Angelegenheiten Berlin
- 1981: Atelier im Künstlerhaus Bethanien, Berlin-Kreuzberg
- 1986: Stipendium für zeitgenössische deutsche Fotografie der Alfried Krupp von Bohlen und Halbach-Stiftung, Essen
- 1987: Atelier im Atelierhaus Käuzchensteig 10, Berlin-Grunewald, Förderung durch den Senator für Kulturelle Angelegenheiten Berlin
- 1988/1989: Kunstfonds Werkstipendium, Bonn
- 1989: Arbeitsstipendium für Fotografie des Senators für Kulturelle Angelegenheiten Berlin
- 1994: Arbeitsstipendium der Stiftung Kulturfonds, Berlin
- 1996: Projektförderung des Thüringer Ministeriums für Wissenschaft, Forschung und Kultur
- 2006–2011: Atelier im Internationalen Atelierhaus Käuzchensteig 12, Berlin-Grunewald, Förderung durch den Senator für Kulturelle Angelegenheiten Berlin

## Arbeiten in öffentlichen Sammlungen
- Sammlung der Bundesrepublik Deutschland
- Berlinische Galerie, Landesmuseum für moderne Kunst, Architektur und Photographie Berlin
- Museum Moderner Kunst, Wien
- Museum Folkwang, Essen
- Institut für Auslandsbeziehungen/Goethe-Institut München
- Lohtorgalerie Kreissparkasse Recklinghausen
- Artothek des Neuen Berliner Kunstvereins
- Bauhaus-Universität Weimar
- Neues Museum Weimar, Dauerleihgabe Staatskanzlei Thüringen

## Einzelkataloge (Auswahl)
- Elfi Fröhlich – Inszenierung der Authentizität, Goethe-Institut München, 1988 (Weitere Fassungen in englischer, französischer italienischer, spanischer und portugiesischer Katalogübersetzung seit 1989)
- Elfi Fröhlich – Reflux, Hochschule der Künste Berlin, 1989, ISBN 978-3-924206-10-9
- Überwindung der Grausamkeit – Gespräche mit Breton, Berlinische Galerie, Museum für Moderne Kunst, Photographie und Architektur, Berlin, 1991, ISBN 978-3-927873-08-7
- Elfi Fröhlich – Das unfaßbare Gleichzeitige, P 3 Museum for Art and Environment, Tochoji Zen Temple, Tokyo, Elfi Fröhlich und Senatsverwaltung für Kulturelle Angelegenheiten Berlin, 1993
- Elfi Fröhlich – Inszenierung der Authentizität (Neuauflage), Institut für Auslandsbeziehungen, Berlin, 1995
- Elfi Fröhlich/Klaus Elle – Im Doppelpack, Galerie am Fischmarkt Erfurt, 1997
- Calgon Hrsg. Elfi Fröhlich, 2006, ISBN 978-3-00-020171-4